# آی‌ان‌اس گنگا (اف۲۲)
آی‌ان‌اس گنگا (اف۲۲) (به انگلیسی: INS Ganga (F22)) یک کشتی است که طول آن 126.4 metres می‌باشد.